# Club-Mate
Club-Mate (нім. вимова: [ˈklʊp ˈmaːtə]) — це кофеїновмісний газований напій з екстракту мате, виготовлений у 1924 році Loscher Brewery (Пивоварня Loscher) біля Мюнхштайнаха, Німеччина. Club-Mate містить 20 мг кофеїну на 100 мл. Club-Mate має відносно низький вміст цукру 5 г на 100 мл і низьку калорійність (20 ккал на 100 мл напою) порівняно з іншими напоями, такими як кола або більшість енергетичних напоїв.
Також є Club-Mate IceT Kraftstoff, який є варіантом чаю з льодом з трохи більшим вмістом кофеїну (22 мг на 100 мл) і з більшою кількістю цукру, ніж оригінальний Club-Mate.
Club-Mate випускається в 0,33-літровій та 0,5-літровій пляшках.
Прикладами коктейлів на основі Club-Mate є: горілка-мате; Tschunk, поєднання рому та Club-Mate; Jaeger-Mate, суміш Ягермейстера та Club-Mate; і Goon-Mate, суміш Box Wine (Goon) та Club-Mate у пропорції 1:1.

## Історія
Пивоварня Geola Beverages з Дітенхофен, Німеччина, спочатку випускала і продавала Club-Mate під назвою Sekt-Bronte з 1924 року. Напій був відомий лише в регіоні, поки його не придбала пивоварня Loscher і почала продавати під назвою Club-Mate в 1994 році.
У грудні 2007 року пивоварня Loscher випустила на ринок зимову версію Club-Mate. Лімітована версія Club-Mate являє собою оригінальну формулу, змішану з кардамоном, корицею, зірочкою анісу та екстрактом цитрусових . Вона продається регулярно протягом обмеженого часу взимку.
У 2009 році була представлена кола в стилі Club-Mate, яка включає мате-екстракт.
У 2013 році було представлено Club-Mate Granat з додатковим ароматом граната.
Станом на липень 2010 року компанія вийшла на ринок таких країн як Велика Британія, Сполучені Штати, Бельгія, Болгарія та Люксембург, щоб досягти дистриб'юторів у 40 країнах головним чином у Європі, але також у Канаді, Австралії, Ізраїлі, Туреччині та Південній Африці.

## Хакерська культура
Club-Mate набула популярності в комп'ютерній хакерській культурі та середовищі технологічних стартапів, особливо в Європі. Брюс Стерлінг писав у журналі Wired, що це улюблений напій німецького Chaos Computer Club. Він також популярний у Noisebridge та HOPE у Сполучених Штатах, Electromagnetic Field у Великій Британії та на заходах Hack-Tic у Нідерландах. Club-Mate з'явився на численних провідних вебсайтах ЗМІ, таких як Аль-Джазіра, TechCrunch та Vice.

## Інгредієнти
- Вода
- Інвертований цукровий сироп
- Цукор
- Екстракт чаю мате
- Лимонна кислота
- Кофеїн
- Натуральні ароматизатори
- Карамельний колір
- Вуглекислота

## Tschunk
Tschunk [ˈtʃʊnk] — німецький коктейль, що складається з Club-Mate та білого або коричневого рому. Його зазвичай подають з лаймом та тростинним або коричневим цукром.
Як і Club-Mate, Tschunk є типовим напоєм у європейській хакерській культурі і його часто можна зустріти на сценах типових подій або локацій, таких як Chaos Communication Congress.